# روكي الوسيم
1. ↑  وصلة مرجع: http://www.imdb.com/title/tt3410408/. الوصول: 1 يوليو 2016.
2. 1 2  "Rocky Handsome - Movie - Box Office India". مؤرشف من الأصل في 2018-02-03. اطلع عليه بتاريخ 2018-02-02.

روكي الوسيم هو فيلم هندي جديد بلغة جديدة من أفلام الإثارة لعام 2016 من إخراج نيشيكانت كامات ، وكتبه ريتيش شاه ، وإنتاج جون أبراهام تحت شركة JA للترفيه (JA Entertainment)و سونير كيترابال تحت شركة Azure للترفيه (Azure Entertainment) على التوالي.الفلم اقتباس رسمي للفيلم الكوري 2010 The Man from Nowhere ،  نجم الفيلم أبراهام والفنانة الطفل ضياء شالواد بينما يظهر شروتي حسن وناتاليا كور وكامات وتيدي موريا وشاراد كيلكار في أدوار داعمة حاسمة.
1. ↑  Tanwar، Sarita (25 مارس 2016). "'Rocky Handsome' review: This John Abraham outing is meant for hard-core action fans". Daily News and Analysis. مؤرشف من الأصل في 2016-03-30. اطلع عليه بتاريخ 2016-04-27.